# Dasineura glycyrrhizicola
Dasineura glycyrrhizicola är en tvåvingeart som beskrevs av Fedotova 1985. Dasineura glycyrrhizicola ingår i släktet Dasineura och familjen gallmyggor.
Artens utbredningsområde är Kazakstan. Inga underarter finns listade i Catalogue of Life.